# Loga (Departement)
Loga ist ein Departement in der Region Dosso in Niger.

## Geographie

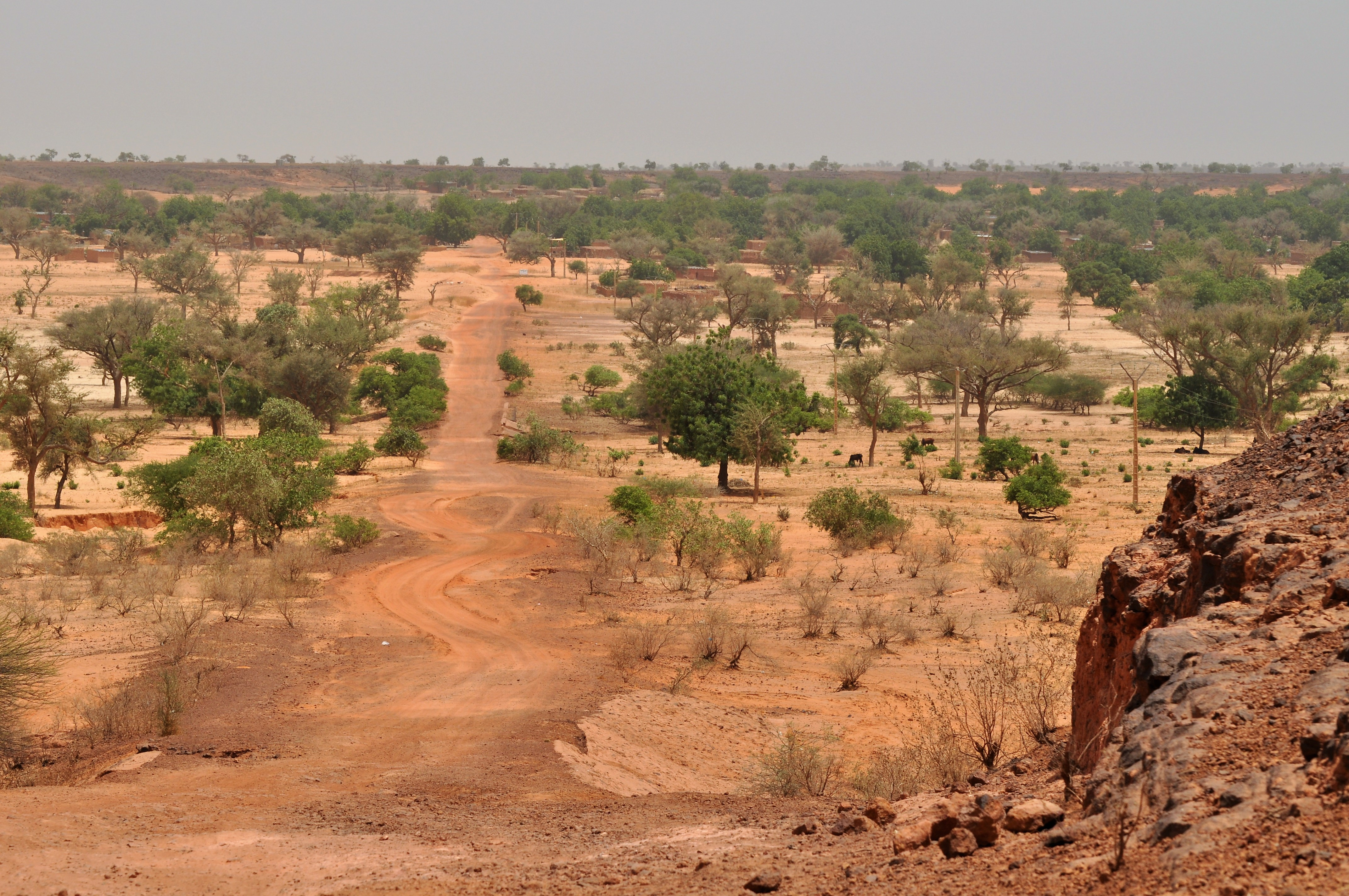
Die Nationalstraße 14 im Departement Loga

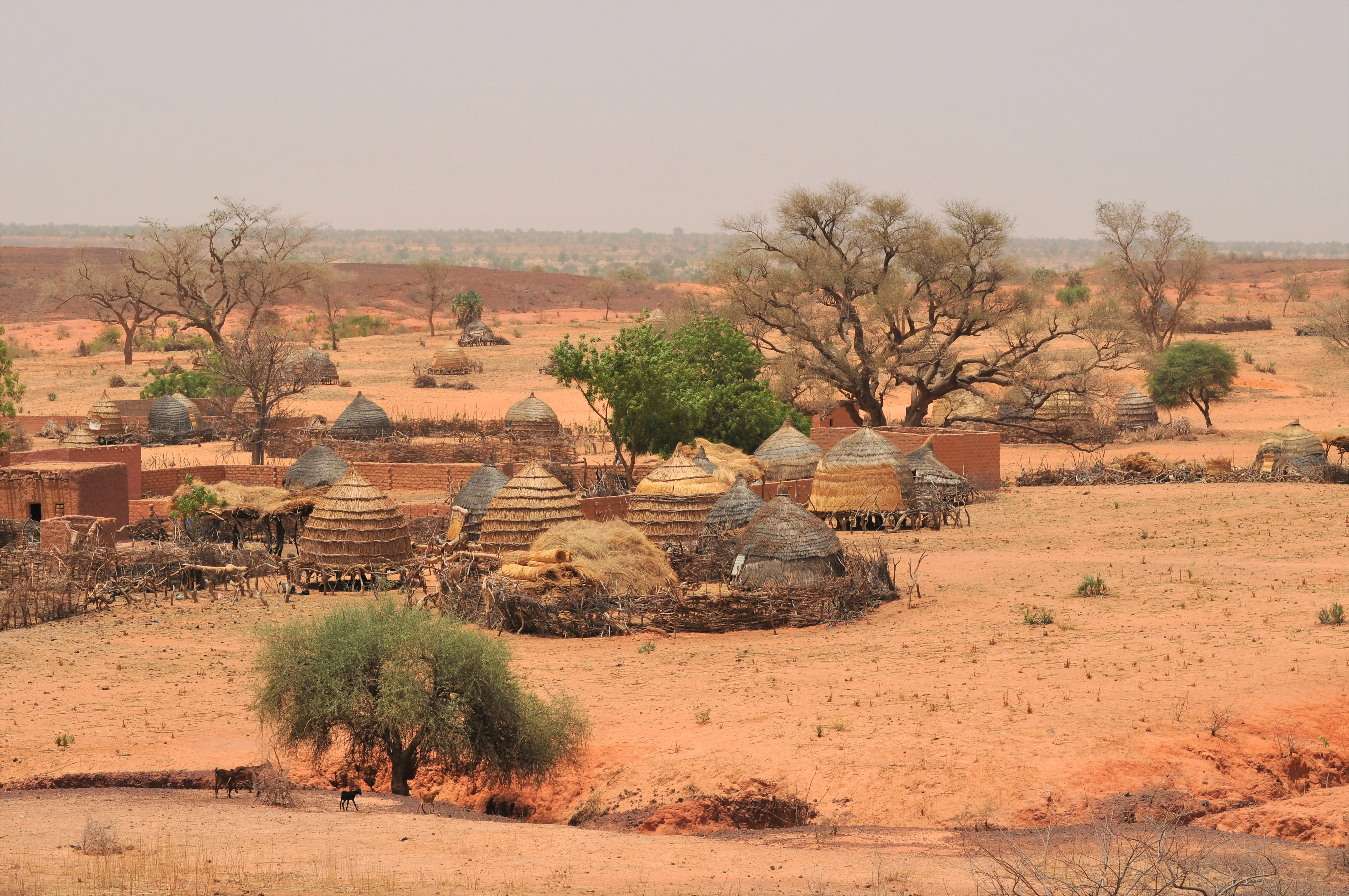
Das Dorf Sokorbé im Departement Loga

Das Departement liegt im Südwesten des Landes. Es besteht aus der Stadtgemeinde Loga und den Landgemeinden Falwel und Sokorbé. Der namensgebende Hauptort des Departements ist Loga.

## Geschichte
Nach der Unabhängigkeit Nigers im Jahr 1960 wurde das Staatsgebiet in 32 Bezirke (circonscriptions) aufgeteilt. Einer davon war der Bezirk Loga. 1964 gliederte eine Verwaltungsreform Niger in sieben Departements, die Vorgänger der späteren Regionen, und 32 Arrondissements, die Vorgänger der späteren Departements. Im Zuge dessen wurde der Bezirk Loga in das Arrondissement Loga umgewandelt.
Im Jahr 1998 wurden die bisherigen Arrondissements Nigers in Departements umgewandelt, an deren Spitze jeweils ein vom Ministerrat ernannter Präfekt steht. Die Gliederung des Departements in Gemeinden besteht seit dem Jahr 2002. Zuvor bestand es aus dem städtischen Zentrum Loga und den Kantonen Goubey, Falwel und Sokorbé.

## Bevölkerung
Das Departement Loga hat gemäß der Volkszählung 2012 175.543 Einwohner. Bei der Volkszählung 2001 waren es 133.928 Einwohner, bei der Volkszählung 1988 87.372 Einwohner und bei der Volkszählung 1977 58.077 Einwohner.

## Verwaltung
An der Spitze des Departements steht ein Präfekt (französisch: préfet), der vom Ministerrat auf Vorschlag des Innenministers ernannt wird.
| Amtszeit                      | Name                                        |
| ----------------------------- | ------------------------------------------- |
| …                             |                                             |
| bis 21. Aug. 2009             | Assakaley Harouna                           |
| 21. Aug. 2009 – 3. Jun. 2011  | Seydou Souley                               |
| 3. Jun. 2011 – 4. Dez. 2013   | Marou Assane dit Koubou                     |
| 4. Dez. 2013 – 23. Mär. 2017  | Abdoulaye Djemaré (alias Djamaré Abdoulaye) |
| 23. Mär. 2017 – 13. Mär. 2020 | Ibrahim Malik                               |
| 13. Mär. 2020 – 8. Nov. 2021  | Issoufou Danladi                            |
| 8. Nov. 2021 – 24. Aug. 2023  | Yarou Marou                                 |
| seit 24. Aug. 2023            | Sabit Bigui                                 |